# 10487 Danpeterson
10487 Danpeterson este un asteroid din centura principală de asteroizi.

## Descriere
10487 Danpeterson este un asteroid din centura principală de asteroizi. A fost descoperit pe 14 aprilie 1985 la Observatorul Palomar de Carolyn S. Shoemaker și Eugene M. Shoemaker. Asteroidul prezintă o orbită caracterizată de o semiaxă mare de 2,31 ua, o excentricitate de 0,17 și o înclinație de 24,9° în raport cu ecliptica.